# Список птиц, занесённых в Красную книгу Таджикистана
В данный список включены 43 вида и подвида птиц, вошедших в последнее (второе) издание Красной книги Республики Таджикистан (2015), что на 6 видов и подвидов больше, по сравнению с предыдущим изданием.
По причине отмеченного снижения численности в книгу были добавлены сизая горихвостка, среднеазиатская теньковка и чёрный гриф. Также в Красную книгу были включены впервые обнаруженная на территории Таджикистана в 2009 году большеклювая камышовка и встреченный в 2008 году браминский скворец. Ранее включённый как единый охраняемый вид обыкновенный фазан был разбит на три подвида для мониторинга и охраны каждой из популяций в отдельности. По причине восстановления численности благодаря организации Кусавлисайского заказника из Красной книги был исключён вяхирь.
Обозначения охранного статуса МСОП:
- CR — в критическом состоянии
- EN — под угрозой исчезновения
- LC — минимальный риск
- NT — близкие к переходу в группу угрожаемых
- VU — в уязвимости

Названия отрядов, семейств и видов приведены в алфавитном порядке. Латинские названия видов и подвидов приведены в соответствии с использованными в Красной книге Республики Таджикистан.
| Иллюстрация                                                         | Название                                                                               | Охранный статус в Красной книге Таджикистана/ Статус, численность и распространение на территории Таджикистана | Охранный статус МСОП | Примечания |
| ------------------------------------------------------------------- | -------------------------------------------------------------------------------------- | --- | -------------------- | ---------- |
| Отряд Аистообразные (Ciconiiformes)                                 |                                                                                        | |                      |            |
| Семейство Аистовые (Ciconiidae)                                     |                                                                                        | |                      |            |
|                                                                     | Белый аист (Ciconia ciconia)                                                           | EN. Вымирающий Гнездовой, перелётный вид. Численность: 6 пар гнездится близ кишлаков Кулканд, Навгилем, Чилгази Исфаринского района Согдийской области (общая численность популяции — 24 птицы). В долинах Сырдарьи и Зеравшана в зимний период фиксируется от 10 до 50 особей. Распространение: Долины рек Зеравшан и Сырдарья. В 1908 году отмечались гнездования близ рек Исфара и Матча. В 1934—1935 годах встречался на Гиссарском хребте, долине Кафирнигана, близ Сарикишти и Душанбе. | LC                   | [ 8 ]      |
|                                                                     | Чёрный аист (Ciconia nigra)                                                            | EN. Вымирающий Гнездовой, перелётный вид. Входит в перечень видов, указанных в Приложении № 2 Конвенции CITES. Численность: Популяция оценивается в 34 особи. Распространение: Долины рек Зеравшан и Кафирниган. Во время миграций — долины рек Сырдарья, Вахш, Пяндж (зафиксировано); Гунт и Искандеркуль (предположительно). В начале XX века — Хирманджоу, Чубек. | LC                   | [ 9 ]      |
| Отряд Воробьинообразные (Passeriformes)                             |                                                                                        | |                      |            |
| Семейство Acrocephalidae                                            |                                                                                        | |                      |            |
|                                                                     | Большеклювая камышовка (Acrocephalus orinus)                                           | VU. Уязвимый Гнездовой, перелётный вид. Численность: Вблизи кишлака Зумудг Ишкашимского района ГБАО в 2011 году было обнаружено 20 особей. Около кишлака Вездара Рошткалинского района ГБАО также было зафиксировано 7 птиц. Распространение: горы Бадахшана (Ваханский, Ванчский, Рушанский хребты), долина рек Шахдара, Гунт, Бартанг, Танимас, Занинс. В период сезонных миграций также Кондара.                                                                                           | DD                   | [ 10 ]     |
| Семейство Leiotrichidae                                             |                                                                                        | |                      |            |
|                                                                     | Полосатая кустарница (Trochalopteron lineatum) В книге указан как Garrulax bilkevitchi | VU. Уязвимый Оседлый вид. Численность: Число особей в 2015 году в Республике Таджикистан неизвестно. Относительно многочисленен на Гиссарском хребте (ущелье Кондара, заповедник «Рамит»). Массовые гнездовья также имеются в районе Дарвазского хребта и гор Бадахшана. Распространение: Гиссарский хребет (от Байсунских гор до истока Кафирнигана; основная популяция), хребты Петра Первого, Бабатаг, Дарвазский, Ванчский, долина реки Шахдара (единичные встречи).                      | LC                   | [ 11 ]     |
| Семейство Длиннохвостые синицы (Aegithalidae)                       |                                                                                        | |                      |            |
|                                                                     | Расписная синичка обыкновенная (Leptopoecile sophiae sophiae)                          | VU. Уязвимый Оседлый подвид. Численность: Число особей в 2015 году в Республике Таджикистан неизвестно. Фиксируются единичные экземпляры на большом расстоянии друг от друга, данные о локальных популяциях отсутствуют. Распространение: Западный Памиро-Алай: Туркестанский, Гиссарский и Зеравшанский хребты. | LC                   | [ 12 ]     |
| Семейство Дроздовые (Turdidae)                                      |                                                                                        | |                      |            |
|                                                                     | Синяя птица (Myophonus caeruleus)                                                      | VU. Уязвимый Гнездовой, перелётный вид. Численность: Повсеместно малочисленный вид. Населяет долины горных рек и водопадов, горные леса с высокой влажностью на высоте 1100—2800 м над уровнем моря. Распространение: Каратегинский, Шугнанский хребты, Дарваз, хребет Петра Первого, долины Ванчского и Ваханского хребтов. | LC                   | [ 13 ]     |
| Семейство Монархи (Monarchidae)                                     |                                                                                        | |                      |            |
|                                                                     | Райская мухоловка белобрюхая (Terpsiphone paradisi leucogaster)                        | VU. Уязвимый Гнездовой, перелётный подвид. Численность: Точное число особей в 2015 году в Республике Таджикистан неизвестно. В городе Душанбе ежегодно фиксируется 5—6 гнездящихся пар. Распространение: Дарвазский, Туркестанский, Каратегинский хребты, хребет Петра Первого, Каратау, долина реки Зеравшан. | LC                   | [ 14 ]     |
| Семейство Мухоловковые (Muscicapidae)                               |                                                                                        | |                      |            |
|                                                                     | Белоножка (Microcichla scouleri scouleri)                                              | VU. Уязвимый Оседлый подвид. Численность: Повсеместно малочисленный подвид. В 1959—1962 годах близ реки Зеравшан было зафиксировано 3 гнездящиеся пары (две в долине реки Шинг и одна в долине реки Артуч). В Горно-Бадахшанской АО малочисленен: встречается нескольких оседлых птиц. Распространение: Склоны Туркестанского, Зеравшанского, Гиссарского хребтов, исток реки Исфара, поймы рек Артуч, Шинг, Арчамайдан, Варзоб, Искандердарья, Кафирниган.                                   | LC                   | [ 15 ]     |
|                                                                     | Водяная горихвостка (Chaimarrornis leucocephalus)                                      | VU. Уязвимый Оседлый вид. Численность: Число особей в 2015 году в Республике Таджикистан неизвестно по причине распространения вида в труднодоступных горных районах. Совершает сезонные миграции: в октябре спускается в предгорные районы, в феврале-марте — возвращается в высокогорные области. Распространение: Исток реки Зеравшан, Зеравшанский ледник, долина реки Магиан, ручьи Гиссарского хребта, Вахшский, Дарвазский хребты, Бадахшан (долины рек Гунт, Шахдара, Пяндж).         | LC                   | [ 16 ]     |
|                                                                     | Рыжехвостая мухоловка (Muscicapa ruficauda)                                            | VU. Уязвимый Гнездовой, перелётный вид. Численность: Число особей в 2015 году в Республике Таджикистан неизвестно по причине распространения вида в труднодоступных горных районах. Ежегодно фиксируется во периоды перелётов с марта по май и с августа по сентябрь. Распространение: Гиссарский хребет (ущелье Кондара, Такоб, Равот, Зирч), бассейн реки Варзоб, хребет Хазратишох (долина Чилдухтарон). Вероятно, встречается в Дарвазе, на Каратау и Вахшском хребте.                    | LC                   | [ 17 ]     |
|                                                                     | Сизая горихвостка (Rhyacornis fuliginosa)                                              | VU. Уязвимый Оседлый вид. Численность: Число особей в 2015 году в Республике Таджикистан неизвестно. В типичных местах обитания встречается редко. Популяция не превышает десяти гнездящихся пар. Распространение: Впервые были зафиксированы в долине реки Исфара и на Туркестанском хребте (1908 год). Последний раз отмечались в долинах рек Кафирниган, Варзоб, Кондара, в 47 километрах между Душанбе и перевалом Анзоб. 3 пары были зафиксированы в Рамитском ущелье.                   | LC                   | [ 18 ]     |
| Семейство Пеночковые (Phylloscopidae)                               |                                                                                        | |                      |            |
|                                                                     | Среднеазиатская теньковка (Phylloscopus sindianus)                                     | VU. Уязвимый Гнездовой, перелётный вид. Численность: Число особей в 2015 году в Республике Таджикистан неизвестно. В районах распространения многочисленны, особенно в кустарниковой зоне. Распространение: Бадахшан (долины рек Пяндж (Зумудг), Гунт (Дехмиена), Бартанг, Шахдара (Дарваз)). | LC                   | [ 19 ]     |
| Семейство Скворцовые (Sturnidae)                                    |                                                                                        | |                      |            |
|                                                                     | Браминский скворец (Sturnus pagodarum)                                                 | EN. Вымирающий Оседлый вид. Впервые зарегистрирован в Таджикистане в 2008 году. Численность: В период с 2008 по 2012 годы в кишлаках Рын, Зумудг, Сумджин и Дашт Ишкашимского района фиксировалось от четырёх до восьми гнездящихся пар в год. Распространение: Ваханский хребет (Ишкашимский район Горно-Бадахшанской АО). | LC                   | [ 20 ]     |
| Отряд Голубеобразные (Columbiformes)                                |                                                                                        | |                      |            |
| Семейство Голубиные (Columbidae)                                    |                                                                                        | |                      |            |
|                                                                     | Белогрудый голубь (Columba leuconota)                                                  | CR. Находится в критическом состоянии Гнездовой, перелётный вид. Численность: В 1950—1960-е годы гнездилось до 40 пар. Число особей в 2015 году в Республике Таджикистан неизвестно: предполагается, что имеются единичные гнездовые пары. Распространение: Восточный Памир: Туркестанский хребет, долина реки Пяндж (Хорог, Ишкашим). | LC                   | [ 21 ]     |
| Отряд Гусеобразные (Anseriformes)                                   |                                                                                        | |                      |            |
| Семейство Утиные (Anatidae)                                         |                                                                                        | |                      |            |
|                                                                     | Горный гусь (Anser indicus)                                                            | EN. Вымирающий Гнездовой, перелётный вид. Численность: В 1950—1960-е годы обитал на всех озёрах Восточного Памира: Каракуль, Зоркуль, Рангкуль, Шуркуль, Яшилькуль, Сарезском озере. В начале 1960-х количество птиц оценивалось в 600—700 особей, в 1970-е годы — 780 особей. В настоящее время на озёрах Каракуль и Зоркуль отмечается 210—220 гнездящихся пар. Распространение: Озёра Каракуль и Зоркуль.                                                                                  | LC                   | [ 22 ]     |
| Отряд Журавлеобразные (Gruiformes)                                  |                                                                                        | |                      |            |
| Семейство Дрофиные (Otididae)                                       |                                                                                        | |                      |            |
|                                                                     | Джек (Chlamydotis undulata)                                                            | CR. Находится в критическом состоянии Гнездовой, перелётный вид. Численность: На территории Республики зафиксированы 23 гнездящиеся пары. В период миграций численность возрастает до 50—60 особей. Распространение: Кишлак Шайдон, заповедник «Тигровая балка». В середине XX века отмечались гнездовья в долинах рек Сырдарья, Зеравшан, Пяндж, Вахш и Кафирниган. | VU                   | [ 23 ]     |
|                                                                     | Дрофа обыкновенная (Otis tarda tarda)                                                  | CR. Находится в критическом состоянии Перелётный подвид. Численность: В окрестностях Пенджикента наблюдалось 4 особи. Во время зимних миграций фиксировались единичные птицы близ Дангары. Распространение: До середины XX века гнездился в долине реки Пяндж (Чубек). На зимовках встречается в долинах Вахша, Сырдарьи, Кафирнигана, Зеравшана; Яванском районе Хатлонской области, на Гиссарском хребте.                                                                                   | VU                   | [ 24 ]     |
| Отряд Курообразные (Galliformes)                                    |                                                                                        | |                      |            |
| Семейство Фазановые (Phasianidae)                                   |                                                                                        | |                      |            |
|                                                                     | Бородатая куропатка (Perdix daurica)                                                   | EN. Вымирающий Оседлый вид. Численность: Фиксируется крайне редко, число особей в 2015 году в Республике Таджикистан неизвестно. Распространение: Северный склон Туркестанского хребта (перевал Шахристан). | LC                   | [ 25 ]     |
| Изображение (недоступная ссылка) обыкновенного фазана зеравшанского | Обыкновенный фазан зеравшанский (Phasianus colchicus zerafschanicus)                   | EN. Вымирающий Оседлый подвид. Численность: Очень малочисленный подвид. В 2011 году в долине реки Зеравшан было зафиксировано 28 особей. Популяция восстанавливается. Распространение: Долина реки Зеравшан, окрестности города Пенджикент, посёлков Маргедар и Зеравшан. | LC                   | [ 26 ]     |
| Изображение самки обыкновенного фазана сырдарьинского               | Обыкновенный фазан сырдарьинский (Phasianus colchicus turkestanicus)                   | EN. Вымирающий Оседлый подвид. Численность: Малочисленный подвид, число особей в 2015 году в Республике Таджикистан неизвестно. В 2012 году вблизи Фархадского водохранилища были обнаружены 3 токующих самца. Распространение: Долина Сырдарьи, окрестности города Канибадам, тугаи Кайраккумского и Фархадского водохранилищ. | LC                   | [ 27 ]     |
| Изображение (недоступная ссылка) обыкновенного фазана таджикского   | Обыкновенный фазан таджикский (Phasianus colchicus bianchii)                           | EN. Вымирающий Оседлый подвид. Численность: В заповеднике «Тигровая балка» популяция насчитывает около 1200 особей. Вне тугайной зоны является крайне редким. Распространение: Долины рек Вахш, Кафирниган, Пяндж, заповедник «Тигровая балка» (около 70 % популяции). В последние годы появились сообщения об обнаружении на Гиссарском хребте и в окрестностях Душанбе. | LC                   | [ 28 ]     |
|                                                                     | Пустынная куропатка (Ammoperdix griseogularis)                                         | VU. Уязвимый Оседлый вид. Численность: Населяет засушливые районы, число особей в 2015 году в Республике Таджикистан неизвестно. Распространение: Юго-Западный Таджикистан: Гиссарский хребет, Бабатаг, Каратау, западная часть Пянджского района. | LC                   | [ 29 ]     |
|                                                                     | Тибетский улар (Tetraogallus tibetanus)                                                | CR. Находится в критическом состоянии Оседлый вид. Входит в перечень видов, указанных в Приложении № 1 Конвенции CITES. Численность: Точное число особей в 2015 году в Республике Таджикистан неизвестно. Популяция оценивается в 400 особей. Распространение: Восточный Памир: Сарыкольский, Южно-Аличурский хребты, Музкол, горные районы вплоть до восточной границы Республики. | LC                   | [ 30 ]     |
| Отряд Ржанкообразные (Charadriiformes)                              |                                                                                        | |                      |            |
| Семейство Авдотковые (Burhinidae)                                   |                                                                                        | |                      |            |
|                                                                     | Авдотка (Burhinus oedicnemus)                                                          | EN. Вымирающий Гнездовой, перелётный вид. Численность: Точное число особей в 2015 году в Республике Таджикистан неизвестно. В заповеднике «Тигровая балка» регулярно фиксируется 2-3 гнездящихся пары, в районе Кайраккумского водохранилища — одна пара. Распространение: Побережье рек Сырдарья, Кафирниган, Вахш, побережье Фархадского и Кайраккумского водохранилищ. | LC                   | [ 31 ]     |
| Семейство Ржанковые (Charadriidae)                                  |                                                                                        | |                      |            |
|                                                                     | Монгольский зуёк памирский (Charadrius mongolus pamirensis)                            | EN. Вымирающий Перелётный подвид. Численность: Популяция на Памире насчитывает 300—400 особей. Распространение: озёра Каракуль, Рангкуль, Яшилькуль, Зоркуль, Сасык-Куль, Джилгакуль, Куруккуль, верховья реки Бартанг, Музкуль, перевал Акбайтал. | LC                   | [ 32 ]     |
| Семейство Серпоклювые (Ibidorhynchidae)                             |                                                                                        | |                      |            |
|                                                                     | Серпоклюв (Ibidorhyncha struthersii)                                                   | EN. Вымирающий Оседлый вид. Численность: Популяция насчитывает 25—30 гнездящихся пар. Совершает сезонные перелёты внутри Республики. Распространение: Гиссаро-Алай: долины рек Зеравшан, Сардаи-Миёна (Гиссарский хребет), Зеравшанский ледник; долина реки Вахш (включая Кызыл-Суу), долина реки Шахдара. В зимний период опускается до Раштской долины и реки Кафирниган. | LC                   | [ 33 ]     |
| Семейство Тиркушковые (Glareolidae)                                 |                                                                                        | |                      |            |
|                                                                     | Луговая тиркушка (Glareola pratincola)                                                 | EN. Вымирающий Гнездовой, перелётный вид. Численность: В 1975 году число птиц в Республике составляло 68 гнездовых пар. Встречается в период с конца апреля до конца сентября. Распространение: Зафиксированы в слиянии Кафирнигана и Амударьи. Вероятно, гнездятся также на Гиссарском хребте (от Ховалингского района до Душанбе), Вахше (Джиликуль), Пяндже (Пархар). Имеются единичные находки на побережье реки Сырдарья и Кайраккумском водохранилище.                                  | LC                   | [ 34 ]     |
| Семейство Чайковые (Laridae)                                        |                                                                                        | |                      |            |
|                                                                     | Буроголовая чайка (Larus brunnicephalus)                                               | EN. Вымирающий Гнездовой, перелётный вид. Численность: В 1940—1950-х годах численность на водоёмах Памира достигала 300—400 гнездящихся пар. На 2015 год общая популяция составляет около 400 птиц. На озере Каракуль обитает около 150 гнездящихся пар, на Яшилькуле — 8 пар. Распространение: Озеро Каракуль. В 1980-е годы численность на других водоёмах резко снизилась. С 2000 года вновь фиксируются гнездовья на озёрах Яшилькуль и Зоркуль.                                          | LC                   | [ 35 ]     |
| Отряд Рябкообразные (Pteroclidiformes)                              |                                                                                        | |                      |            |
| Семейство Рябковые (Pteroclididae)                                  |                                                                                        | |                      |            |
|                                                                     | Тибетская саджа (Syrrhaptes tibetanus)                                                 | CR. Находится в критическом состоянии Гнездовой, перелётный вид. Численность: В начале XX века был крайне многочисленен, с 1960-х годов началось резкое снижение численности. В настоящее время регистрируется 100—150 гнездящихся пар. Распространение: Окрестности озёр Каракуль, Рангкуль, Зоркуль, Шуркуль, долины рек Акбайтал, Бартанг, Гунт. | LC                   | [ 36 ]     |
|                                                                     | Чернобрюхий рябок (Pterocles orientalis)                                               | EN. Вымирающий Гнездовой, перелётный вид. Численность: Образуют небольшие обособленные сообщества. Насчитывается от 100 до 200 гнездовых пар. Встречаются на территории Республики в период с февраля по октябрь. Распространение: долина Сырдарьи (от Худжанда до Шайдона), долина Кафирнигана (от Айваджа до Шаартуза), заповедник «Тигровая балка» (слияние Вахша и Пянджа). В прошлом в долине реки Вахш и на Гиссарском хребте.                                                          | LC                   | [ 37 ]     |
| Отряд Соколообразные (Falconiformes)                                |                                                                                        | |                      |            |
| Семейство Соколиные (Falconidae)                                    |                                                                                        | |                      |            |
| Изображение балобана монгольского                                   | Балобан монгольский (Falco cherrug milvipes)                                           | EN. Вымирающий Гнездовой, перелётный подвид. Численность: Малочисленный подвид. В сезон гнездования фиксируется около 5—6 пар. Распространение: долина реки Гунт, Кызыл-Рабат, озёра Яшилькуль, Каракуль, Рангкуль. | EN                   | [ 38 ]     |
| Изображение (недоступная ссылка) балобана туркестанского            | Балобан туркестанский (Falco cherrug coatsi)                                           | EN. Вымирающий Оседлый подвид. Численность: Малочисленный подвид. По оценкам, на территории Республики насчитывается не менее 30 гнездящихся пар. Распространение: Гиссарский, Туркестанский и Зеравшанский хребты. | EN                   | [ 39 ]     |
|                                                                     | Шахин (Falco pelegrinoides)                                                            | EN. Вымирающий Оседлый вид. Входит в перечень видов, указанных в Приложении № 1 Конвенции CITES. Численность: На территории республики гнездится 11-13 пар. В зимний период переселяется к окраинам кишлаков. Распространение: Гиссарский, Зеравшанский, Туркестанский хребты (долины реки Исфара и Кафирниган), Хазратишох, Бабатаг, Каратау, Каратегинский и Дарвазский хребты. Предположительно, в долине реки Шахдара.                                                                    | LC                   | [ 40 ]     |
| Отряд Стрижеобразные (Apodiformes)                                  |                                                                                        | |                      |            |
| Семейство Стрижиные (Apodidae)                                      |                                                                                        | |                      |            |
|                                                                     | Малый стриж галилейский (Apus affinis galilejensis)                                    | VU. Уязвимый Гнездовой, перелётный подвид. Численность: Малочисленный подвид. Гнездится около 40 особей. Пролёт в апреле и августе-сентябре. Распространение: Пенджикентский район (долина Зеравшана), долина Кафирнигана, окрестности Куляба (Кызылсу), горы долины Вахша (горы Рангон). | LC                   | [ 41 ]     |
| Отряд Ястребообразные (Accipitriformes)                             |                                                                                        | |                      |            |
| Семейство Скопиные (Pandionidae)                                    |                                                                                        | |                      |            |
|                                                                     | Скопа (Pandion haliaetus)                                                              | EN. Вымирающий Гнездовой, перелётный вид. Численность: В основном, перелётные экземпляры (фиксируются в периоды с марта по май и с конца августа по конец октября). Зарегистрирована одна гнездящаяся пара. Распространение: озеро Друмкуль, долина реки Шахдара (гнездование), другие районы Таджикистана (пролёт). | LC                   | [ 42 ]     |
| Семейство Ястребиные (Accipitridae)                                 |                                                                                        | |                      |            |
|                                                                     | Беркут (Aquila chrysaetos)                                                             | VU. Уязвимый Оседлый вид. Численность: Точное число особей в 2015 году в Республике Таджикистан неизвестно из-за распространения вида в труднодоступных районах. На озере Зоркуль зарегистрировано 2 гнездящиеся пары. Распространение: высокогорный Памиро-Алай, Бадахшан. | LC                   | [ 43 ]     |
|                                                                     | Бородач (Gypaetus barbatus)                                                            | EN. Вымирающий Оседлый вид. Численность: Точное число особей в 2015 году в Республике Таджикистан неизвестно из-за распространения вида в труднодоступных районах. Распространение: Кураминский, Туркестанский, Зеравшанский, Дарвазский, Гиссарский хребты, Хазратишох, хребет Петра Первого, Бадахшан. Иногда отмечается на Бабатаге, в долине Кафирнигана. | NT                   | [ 44 ]     |
|                                                                     | Змееяд (Circaetus gallicus)                                                            | EN. Вымирающий Гнездовой, перелётный вид. Численность: Общее число зафиксированных птиц в Республике составляет 3 гнездящиеся пары. Встречается в период с марта по октябрь. Распространение: Юго-Западный Таджикистан: долина Кафирнигана (хребет Бабатаг), долина реки Вахш («Тигровая балка»), гора Ходжамумин, Хазратишох. | LC                   | [ 45 ]     |
|                                                                     | Орёл-карлик (Aquila pennata)                                                           | EN. Вымирающий Гнездовой, перелётный вид. Численность: Общее число птиц в Республике составляет 8-10 гнездящихся пар. Распространение: Хребет Петра Первого (кишлак Лайрон), Гиссарский хребет, Кафирниган. В начале XX века населял тугаи долин Сырдарьи, Пянджа, Вахша. | LC                   | [ 46 ]     |
|                                                                     | Снежный гриф (Gyps himalayensis)                                                       | VU. Уязвимый Оседлый вид. Численность: В Восточном Памире и Бадахшане (основная часть популяции) регистрируется 40—45 гнездящихся пар. Распространение: верховья реки Бартанг, озера Яшилькуль и Рангкуль, Бадахшан, хребет Петра Первого, Туркестанский, Гиссарский и Зеравшанский хребты. | NT                   | [ 47 ]     |
|                                                                     | Стервятник (Neophron percnopterus)                                                     | EN. Вымирающий Гнездовой, перелётный вид. Численность: По всей территории Таджикистана гнездится 25—30 пар (на расстоянии 50-100 км друг от друга). Встречается с середины марта до конца сентября. Распространение: Согдийская область (долина реки Сырдарья, Туркестанский хребет, территория между городами Худжанд и Истаравшан), долины рек Пяндж (Хорог, Калаи-Хумб, Рушан), Шахдара, Гунт, Вахш, посёлки Джиргаталь, Хаит.                                                             | EN                   | [ 48 ]     |
|                                                                     | Чёрный гриф (Aegypius monachus)                                                        | VU. Уязвимый Оседлый вид. Численность: Точное число особей в 2015 году в Республике Таджикистан неизвестно из-за распространения вида в труднодоступных районах. Распространение: Гнездовья зарегистрированы на Туркестанском, Гиссарском, Зеравшанском хребтах, в верховьях реки Шахдара. Отдельные особи были замечены на Каратау, Бабатаге, в долинах Пянджа и Вахша. В последние годы не фиксировался в заповеднике «Тигровая балка».                                                     | NT                   | [ 49 ]     |
|                                                                     | Ястреб-перепелятник чернополосный (Accipiter nisus melanoschistus)                     | EN. Вымирающий Оседлый подвид. Численность: По всей территории Таджикистана отмечено 56 гнездовых пар. Распространение: Смешанные горные леса Туркестанского, Гиссарского и Зеравшанского хребтов (1800—2000 м над уровнем моря). | LC                   | [ 50 ]     |